# Natri dithiophosphat
Natri đithiophosphat là muối Na3PS2O2. Muối này được dùng làm chất tạo nổi trong sự làm giàu khoáng molypden từ quặng, thường gọi là "thuốc thử Nokes". Muối này được tổng hợp bằng phản ứng giữa phosphor pentasunfua với natri hydroxide, thường dùng tác nhân không tinh khiết để thu được một hỗn hợp của muối cần lấy và các thiophosphat liên quan cùng với các dạng oxy hóa. Các mẫu molypdenit, thường là không thấm ướt, trở nên thấm ướt khi có mặt muối này. Trong phạm vi này, thuốc thử đóng vai trò là chất làm dịu, vì nó chặn xu hướng nổi của chất rắn.